# Хангаласский улус
Хангала́сский улу́с (район) (якут. Хаҥалас улууhа) — административно-территориальная единица (улус или район) и муниципальное образование (муниципальный район) в Республике Саха (Якутия) Российской Федерации.
Административный центр — город Покровск.

## География
Площадь района — 24,7 тыс. км². Граничит на востоке с Мегино-Кангаласским улусом, на юге — с Амгинским и Алданским районами, на юго-западе — с Олёкминским районом, на севере — с Горным улусом и городским округом города Якутск.

### Природные условия
Улус расположен на Приленском плато и в долине Лены, в которой расположены почти все населённые пункты улуса. По левому берегу Лены — долина Эркээни.
Наивысшая точка улуса — 540 м, на юго-западе улуса, на границе с Олёкминским районом. Самая низкая точка — 88 м, берег Лены в районе Табагинского утёса.
Другие крупные реки: Синяя, Кетеме, Кенкеме, Буотама, Лютенге, Менда и др.
Климат резко континентальный. Средняя температура января −40 °C, июля +19 °C. Осадков выпадает в год от 200 мм до 350 мм.

## История
Наименование «Хангаласский» отражается в документах с 1632 года, то есть со времен прихода в Якутию русских казаков. В 1860 году обширный Хангаласский улус разделился на два улуса — Западно-Кангаласский и Восточно-Кангаласский. В нынешних границах улус образован 10 февраля 1930 года, ему было дано название Западно-Кангаласский район, в 1937 году был переименован в Орджоникидзевский, в честь отбывавшего здесь ссылку Серго Орджоникидзе. Исконное название было возвращено в 1992 году.

## Население
| 1970    | 1979    | 1989    | 2002    | 2007    | 2009    | 2010    | 2011    | 2012    |
| ------- | ------- | ------- | ------- | ------- | ------- | ------- | ------- | ------- |
| 25 089  | ↗27 498 | ↗35 094 | ↗35 201 | ↘34 876 | ↘34 066 | ↘34 052 | ↘34 010 | ↘33 272 |
| 2013    | 2014    | 2015    | 2016    | 2017    | 2018    | 2019    | 2020    | 2021    |
| ↘32 766 | ↘32 394 | ↘32 352 | ↘32 287 | ↗32 429 | ↗32 646 | ↗32 777 | ↗32 842 | ↗34 638 |
| 2022    | 2023    |         |         |         |         |         |         |         |
| ↘34 547 | ↘34 435 |         |         |         |         |         |         |         |

### Урбанизация
В городских условиях (город Покровск и пгт Мохсоголлох) проживают 49,9 % населения района.

### Национальный состав
По данным переписи 2002 года: якуты — 20955 человек (59,53 %), русские — 11745 человек (33,37 %), украинцы — 497 человек (1,41 %), эвенки — 370 человек (1,05 %), эвены — 234 человека (0,66 %) и другие национальности — 1400 человек (3,98 %).

## Муниципально-территориальное устройство
Хангаласский улус (район), в рамках организации местного самоуправления, включает 18 муниципальных образований, в том числе 2 городских поселения и 16 сельских поселений (наслегов):
| №  | Муниципальное образование | Административный центр | Количество населённых пунктов | Население (чел.) | Площадь (км²) |
| -- | ------------------------- | ---------------------- | ----------------------------- | ---------------- | ------------- |
| 1  | город Покровск            | город Покровск         | 1                             | ↘11 991          | 320,81        |
| 2  | посёлок Мохсоголлох       | пгт Мохсоголлох        | 1                             | ↘5192            | 41,29         |
| 3  | Бестяхский наслег         | село Бестях            | 2                             | ↗2324            | 662,27        |
| 4  | Жемконский 1-й наслег     | село Тит-Эбя           | 2                             | ↘1057            | 2438,56       |
| 5  | Жемконский 2-й наслег     | село Кердём            | 2                             | ↘972             | 1402,44       |
| 6  | Жерский наслег            | село Улах-Ан           | 1                             | ↗809             | 789,97        |
| 7  | Иситский наслег           | село Исит              | 2                             | ↘268             | 2246,11       |
| 8  | Качикатский наслег        | село Качикатцы         | 2                             | ↘1173            | 1967,23       |
| 9  | Мальжагарский 1-й наслег  | село Булгунняхтах      | 2                             | ↗1590            | 829,77        |
| 10 | Мальжагарский 2-й наслег  | село Улахан-Ан         | 2                             | ↗1147            | 2288,49       |
| 11 | Мальжагарский 4-й наслег  | село Едей              | 1                             | ↘373             | 1577,86       |
| 12 | Мальжагарский 5-й наслег  | село Кытыл-Дюра        | 1                             | ↗453             | 3103,57       |
| 13 | Немюгинский наслег        | село Ой                | 1                             | ↗2302            | 1344,69       |
| 14 | Октёмский наслег          | село Октёмцы           | 2                             | ↘2451            | 844,23        |
| 15 | Синский наслег            | село Синск             | 1                             | ↗863             | 1994,03       |
| 16 | Тёхтюрский наслег         | село Тёхтюр            | 2                             | ↗639             | 509,26        |
| 17 | Тит-Аринский наслег       | село Тит-Ары           | 3                             | ↘712             | 1215,91       |
| 18 | Тумульский наслег         | село Тумул             | 1                             | ↗228             | 1103,97       |

### Населённые пункты
В Хангаласском улусе 29 населённых пунктов.
| №  | Населённый пункт | Тип   | Население | Муниципальное образование |
| -- | ---------------- | ----- | --------- | ------------------------- |
| 1  | Бестях           | село  | ↘1385     | Бестяхский наслег         |
| 2  | Булгунняхтах     | село  | →1529     | Мальжагарский 1-й наслег  |
| 3  | Едей             | село  | ↘373      | Мальжагарский 4-й наслег  |
| 4  | Еланка           | село  | →11       | Мальжагарский 2-й наслег  |
| 5  | Исит             | село  | ↘252      | Иситский наслег           |
| 6  | Карапатское      | село  | ↗2        | Тёхтюрский наслег         |
| 7  | Качикатцы        | село  | ↘808      | Качикатский наслег        |
| 8  | Кердём           | село  | ↘877      | Жемконский 2-й наслег     |
| 9  | Кысыл-Юрюйя      | село  | ↘231      | Качикатский наслег        |
| 10 | Кытыл-Дюра       | село  | →435      | Мальжагарский 5-й наслег  |
| 11 | Мохсоголлох      | пгт   | ↘5192     | посёлок Мохсоголлох       |
| 12 | Нохорой          | село  | ↘21       | Иситский наслег           |
| 13 | Нуочаха          | село  | ↘3        | Жемконский 2-й наслег     |
| 14 | Ой               | село  | ↗2302     | Немюгинский наслег        |
| 15 | Октёмцы          | село  | ↗2085     | Октёмский наслег          |
| 16 | Покровск         | город | ↘11 991   | город Покровск            |
| 17 | Синск            | село  | ↗863      | Синский наслег            |
| 18 | Тёхтюр           | село  | ↗809      | Тёхтюрский наслег         |
| 19 | Тит-Ары          | село  | ↘421      | Тит-Аринский наслег       |
| 20 | Тит-Эбя          | село  | ↘638      | Жемконский 1-й наслег     |
| 21 | Тойон-Ары        | село  | ↘116      | Мальжагарский 1-й наслег  |
| 22 | Тумул            | село  | ↗228      | Тумульский наслег         |
| 23 | Улах-Ан          | село  | ↗809      | Жерский наслег            |
| 24 | Улахан-Ан        | село  | ↗1354     | Мальжагарский 2-й наслег  |
| 25 | Харыялах         | село  | ↘4        | Тит-Аринский наслег       |
| 26 | Хоточчу          | село  | ↘207      | Жемконский 1-й наслег     |
| 27 | Чапаево          | село  | ↗705      | Октёмский наслег          |
| 28 | Чаранг           | село  | ↘23       | Бестяхский наслег         |
| 29 | Чкалов           | село  | ↘264      | Тит-Аринский наслег       |

13 мая 2000 года село Кытанах Кырдал было переименовано в село Тойон-Ары

## Экономика
46 % от общего объёма производимой продукции составляют строительные материалы, 45 % — сельскохозяйственная продукция, 5 % — продукция пищеперерабатывающей отрасли, 3 % — производство ювелирных изделий.
Основные производства в сельском хозяйстве — мясо-молочное скотоводство, мясное табунное коневодство, звероводство, зерновое земледелие, картофелеводство.

## Транспорт
По территории улуса проходит федеральная автодорога А360 «Лена».
Асфальтированная автодорога «Якутск—Покровск—Булгунняхтах». Паромная переправа «Мохсоголлох—Качикатцы».
Закончено строительство участка Амуро-Якутской железнодорожной магистрали «Томмот—Кёрдём» (село на правом берегу Лены), который был сдан в эксплуатацию 25 сентября 2010 года.
Речная пристань на Лене в Покровске.

## Охраняемые территории

### Ленские Столбы
На территории улуса расположен национальный природный парк «Ленские Столбы», по правому берегу Лены и по левому в нижнем течении реки Синей. В парке уникальные геологические образования — столбы — обрывистые, совершенно отвесные скалы, сложенные кембрийскими известняками. Протяжённость столбов вдоль берега Лены около 80 км.

### Диринг-Юрях
У ручья Диринг-Юрях (Глубокая речка), впадающего в Лену, Ю. А. Мочановым и С. А. Федосеевой были обнаружены каменные орудия возрастом 260—370 тысяч лет. Доктор географических наук Я. С. Кузьмин относит находки дирингской культуры к периоду от 125 до 10 тыс. лет назад.

## Известные уроженцы
- Гермогенов, Георгий Устинович (якут. Эргис) — зачинатель якутской фольклористики.
- Ксенофонтов, Гавриил Васильевич — общественно-политический деятель, первый из якутов учёный – этнограф, фольклорист, религиовед.
- Ксенофонтов, Павел Васильевич — руководитель антибольшевистского движения в Якутии в 1927—1928 гг.
- Николаев, Михаил Ефимович — первый Президент Республики Саха (Якутия) (1991—2002)
- Сыранов, Софрон — праправнук Тыгын Дархана, влиятельный тойон 18 в., князь Кангаласского улуса.
- Харитонов, Павел Николаевич (якут. Ойуку) — известный якутский поэт, писатель и критик.